# 布賴恩·伯克

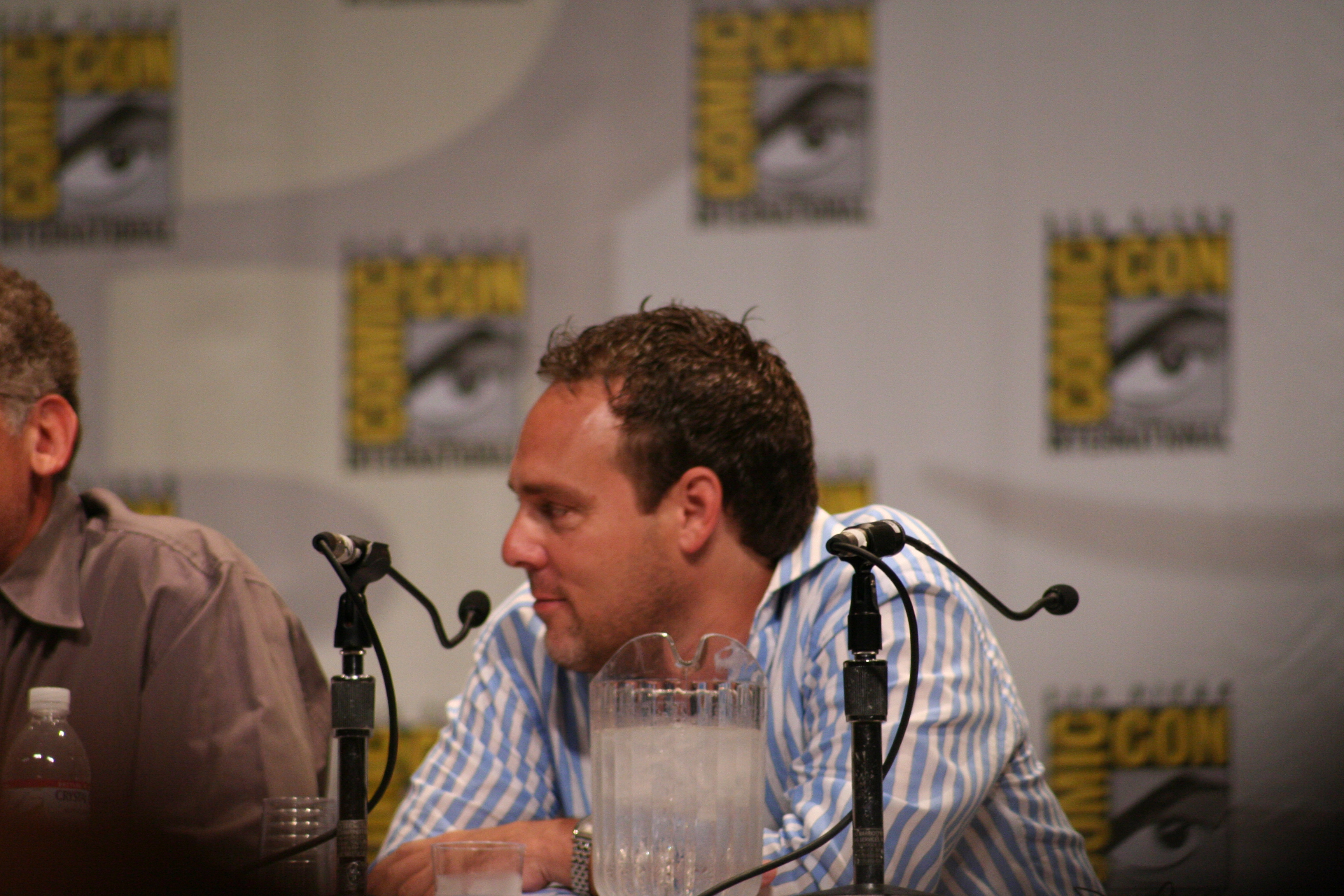
布賴恩·伯克

布賴恩·伯克（英語：Bryan Burk，1968年12月30日—）是一名美國电影、電視製作人。

## 生平
在南加州大学电影艺术学院畢業後，布賴恩·伯克開展了和哥倫比亞片場的Brad Weston、索尼片場的斯內德·泰惀和福克斯廣播公司的約翰·戴維斯的合作關係。在1995年，他加入了Gerber pictures，他在那裏發展了TNT获得艾美奖提名的 "James Dean,"並現在參與制作"NFL: A Love Story."
他與J·J·亞柏拉罕合作並製作出一些電視節目如《雙面女間諜》、《6ﾟ接觸》、《What About Brian》、《迷失》和《西部世界》。他也和亞伯拉罕合作製作了《星际迷航》和《末世凶煞》。
2011年，他参与监制电影《不可能的任務：鬼影行動》。